# Întemeierea metafizicii moravurilor
Întemeierea metafizicii moravurilor (germană: Grundlegung zur Metaphysik der Sitten, 1785), prima contribuție a lui Immanuel Kant la filosofia morală, argumentează pentru un fundament a priori a moralității. În vreme ce Critica rațiunii pure a pus bazele ideilor autorului de ordin metafizic și epistemologic, Întemeierea metafizicii moravurilor își propune să contureze o serie de concepte și argumente, prin intermediul cărora Kant va urma să schițeze viitoarea sa operă Metafizica Moravurilor (1797).